# Тријумфална капија у Паризу
Тријумфална капија у Паризу (фр. Arc de Triomphe) је споменик на тргу Шарла де Гола, такође познатим као „Трг Етоал“ (Трг звезде, Place de l'Étoile). Налази се на источном крају авеније Јелисејска поља (Champs-Élysées). Овај славолук је споменик борцима за Француску, посебно оним из Наполеонових ратова. Ту се данас налази и Споменик незнаном јунаку.
Споменик је пројектовао Жан Шалгрен 1806, нешто после Битке код Аустерлица. Изградња је трајала до раних 1830-их година. Пројекат је неокласицистичка интерпретација староримског Титовог славолука. На њему је вајарски представљена симболична борба голе француске младежи против брадатих немачких оклопника. Оваква врста представа је била карактеристична за споменике из доба пре Првог светског рата. 
Групе скулптура нису интегрални део фриза, већ су придодате споља. Четири групе репрезентују: Тријумф из 1810., Отпор, Мир и Одлазак добровољаца из '92. (позната и као „Марсељеза“). Горњи део грађевине је украшен штитовима и именима француских револуционарних ратова и Наполеонових битака (битке после његовог бега са Елбе нису наведене). У унутрашњости су исписана имена 558 француских генерала.
Тријумфална капија је висока 51 метар и широка 45 метара. То је друга највећа тријумфална капија на свету (највећа је Тријумфална капија у Пјонгјангу, Северна Кореја).
Трг Етоал је значајно промењен у време реконструкције Барона Османа, који је повећао број радијалних авенија на 12. Такође је испланирао кружни пут око кућа поред тријумфалне капије и њихов униформни дизајн. 
Постоји анегдота да се мач, који држи Република на скулптури Марсељеза, преломио на дан када је почела Битка код Вердена 1916.
Познати победнички маршеви који су прошли поред Тријумфалне капије су: немачки из 1871, француски из 1918, немачки из 1940, и савезничко-француски из 1944.
Гроб незнаног јунака из Првог светског рата је постављен овде 1920. у славу неидентификованих погинулих ратника. Ту је упаљен и први вечни пламен у свету од римског доба (пламен Весталских девица угашен 391.).